# Georgi Dobrevo
Georgi Dobrevo (bulgariska: Георги Добрево) är ett distrikt i Bulgarien.   Det ligger i kommunen Obsjtina Ljubimets och regionen Chaskovo, i den sydöstra delen av landet, 250 km öster om huvudstaden Sofia.
Trakten runt Georgi Dobrevo består till största delen av jordbruksmark. Runt Georgi Dobrevo är det ganska glesbefolkat, med 34 invånare per kvadratkilometer.